# Murder Investigation
Murder Investigation (oorspronkelijke titel: Dragnet) is een Amerikaanse misdaadserie die op de Amerikaanse televisie werd uitgezonden van 2003 tot 2004. De serie werd in Nederland uitgezonden op SBS6 vanaf 8 januari 2008.

## Beschrijving
De serie gaat over rechercheur Joe Friday (Ed O'Neill) die bij de Los Angeles Police Department werkt op de afdeling Ernstige Delicten. Samen met zijn team tracht hij moordzaken op te lossen.

## Rolverdeling
| Acteur              | Personage                      |
| ------------------- | ------------------------------ |
| Christina Chang     | ADA Sandy Chang                |
| Erick Avari         | Sanjay Ramachandran            |
| Ed O'Neill          | Lt. Joe Friday                 |
| Katherine Kamhi     | Detective Hubbel               |
| Mark Lewis          | S.I.D. Tech Lewis              |
| Lindsay Crouse      | Capt. Ruth Hagermann           |
| Mr. Tony B. King    | Det Kirkland                   |
| Robin Bartlett      | Donna Bostick                  |
| Ethan Embry         | Det. Frank Smith               |
| Eva Longoria        | Det. Gloria Duran              |
| Todd Felix          | Waring                         |
| David Andrews       | Capt. Silva                    |
| Larry Braman        | Det. Greggor                   |
| Marc Brown          | Newscaster                     |
| Denise Dowse        | Juanita Hendrucks              |
| Alex Esta           | SID Investigator Ortiz         |
| Morocco Omari       | Detective Latrell              |
| Chris Ufland        | Richard Wilkins                |
| Desmond Harrington  | Det. Jimmy McCarron            |
| Evan Parke          | Detective Raymond Cooper       |
| Kendall Clement     | Detective Sandy Keens          |
| Kim Evey            | Jill Soames                    |
| Shireen Kadivar     | Iranian Aunt                   |
| Peter James Smith   | SID Tech Stoneman              |
| K.T. Thangavelu     | Griff                          |
| Derek Basco         | Detective                      |
| Kenneth Choi        | C.I. Burrell                   |
| Peggy Dunne         | Terry - Coronor's Investigator |
| Kent Faulcon        | Det. Kevin Tolan               |
| Britt George        | Officer Bell                   |
| Christopher Goodman | Officer Neimeyer               |
| Javier Grajeda      | Detective Mayberg              |
| Christopher Grey    | LAPD Sergeant                  |
| Anna Gunn           | Dr. Louise Nottingham          |
| David Kagen         | Turner                         |
| Tony Lee            | Detective Lee                  |
| Lawrence LeJohn     | Uniformed Cop                  |
| Tomiko Martinez     | Officer Tyrell                 |
| Herb Mendelsohn     | Leo Kass                       |
| Nicki Micheaux      | Emma Guzman                    |
| Jason Peirce        | Detective                      |
| Stacey Silverman    | Sandy Goodman                  |
| Peter Trencher      | Chavez                         |
| Michelle Tuzee      | Nieuwslezer                    |
| Lauren Vélez        | Det. Denise Beltran            |
| Biff Wiff           | Evidence Clerk                 |
| Daniel Zacapa       | Detective                      |
| Steven Zirnkilton   | Verteller                      |